# Снегирёво (усадьба)
Снегирёво, или Черкутино, — уничтоженная в советское время усадьба князей Салтыковых в одноимённом селении Владимирской губернии. Стояла у слияния рек Ворши и Медведки в 32 км от Кольчугина.

Усадьба была обустроена в начале XIX века хлопотами князя Николая Салтыкова и его жены Натальи, которые здесь же и похоронены. До возвышения Салтыковых им принадлежало поблизости имение Черкутино, название которого было перенесено и на новую усадьбу в Снегирёво. 

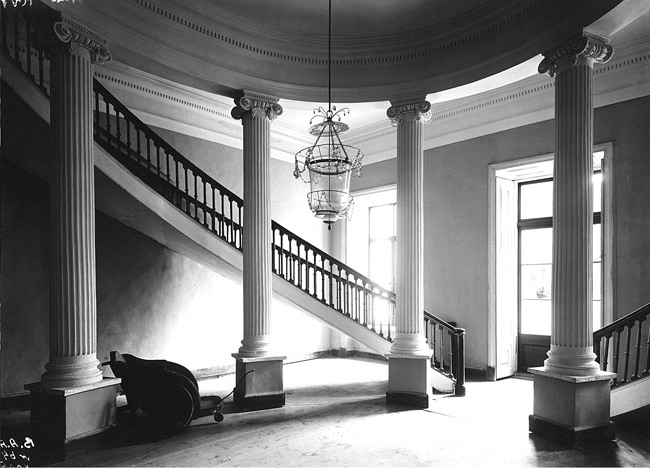
Круглый зал

В 1804 году был возведён небольшой усадебный дом и два миниатюрных флигеля, соединённых с ним низкой открытой колоннадой. Все три постройки были увенчаны бельведерами. Позже возведены церковь-усыпальница, хозяйственные постройки, каретный двор, оранжереи. Вокруг строений был распланирован парк.
В начале XX века потомки князя Николая Салтыкова потеряли к усадьбе интерес и продали её в 1916 году товариществу заводов Александра Кольчугина. К 1928 году большинства старинных построек уже не существовало. Барский дом в середине XX века была перестроен до неузнаваемости: второй этаж (деревянный) разобрали и на его месте возвели каменный.
До XXI века сохранились здание богадельни и трёхнефная подколокольная церковь Крестовоздвижения (1813) с криптой, где покоились останки Николая, Сергея, Алексея и других членов семейства Салтыковых. В советское время церковь не закрывалась, но склеп был разорён. Отремонтирована в конце XX века.